# Space Adventures
Space Adventures é uma empresa norte-americana que vende com exclusividade viagens ao espaço nas cápsulas Soyuz da Agência Espacial Russa, com destino a Estação Espacial Internacional. Por vinte milhões de dólares, e depois de um treinamento rigoroso, um civil pode visitar a Estação Espacial Internacional (EEI ou ISS, na sigla em inglês) durante dez dias.
Em 28 de Abril 2001, o milionário estado-unidense Dennis Tito tornou-se o primeiro turista espacial da história ao viajar para a EEI. Seguiram-no outros dois aventureiros e uma mulher: o sul-africano Mark Shuttleworth, o norte-americano Gregory Olsen, a iraniano-americana Anousheh Ansari que viajou no lugar do japonês Daisuke Enomoto que não pode viajar por problemas médicos, e o mais recente, o americano Charles Simonyi.

## Voos suborbitais
A empresa não se limita somente a voos de ligação à EEI, a empresa também abrirá um "spaceport" (porto espacial) nos Emirados Árabes Unidos, onde oferecerá voos suborbitais, que atingem altitude suficiente para se chegar ao espaço, mas não a velocidade suficiente para manter-se na órbita terrestre, ao custo de vinte mil dólares.
Para isto, usará um tipo de avião espacial com capacidade para cinco passageiros, além do piloto. O veículo será lançado de um avião, que o levará a dezoito mil metros de altitude, e a partir daí voara quase verticalmente até atingir a fronteira do espaço, a 100 km de altitude sobre a superfície terrestre, permitindo aos passageiros ver a escuridão sideral e experimentar os efeitos da falta de gravidade durante cinco e dez minutos. Após isso o avião espacial aterrissa como um avião comum.
Os voos sub-orbitais receberam um forte estímulo em 2004, com o sucesso do SpaceShipOne, o primeiro veículo desenvolvido e financiado pelo setor privado para realizar um voo suborbital. O aparelho, dotado de um motor de foguete híbrido, também foi levado debaixo da asa de um avião a aproximadamente treze mil metros de altitude antes de ser lançado sozinho.

## Clientes

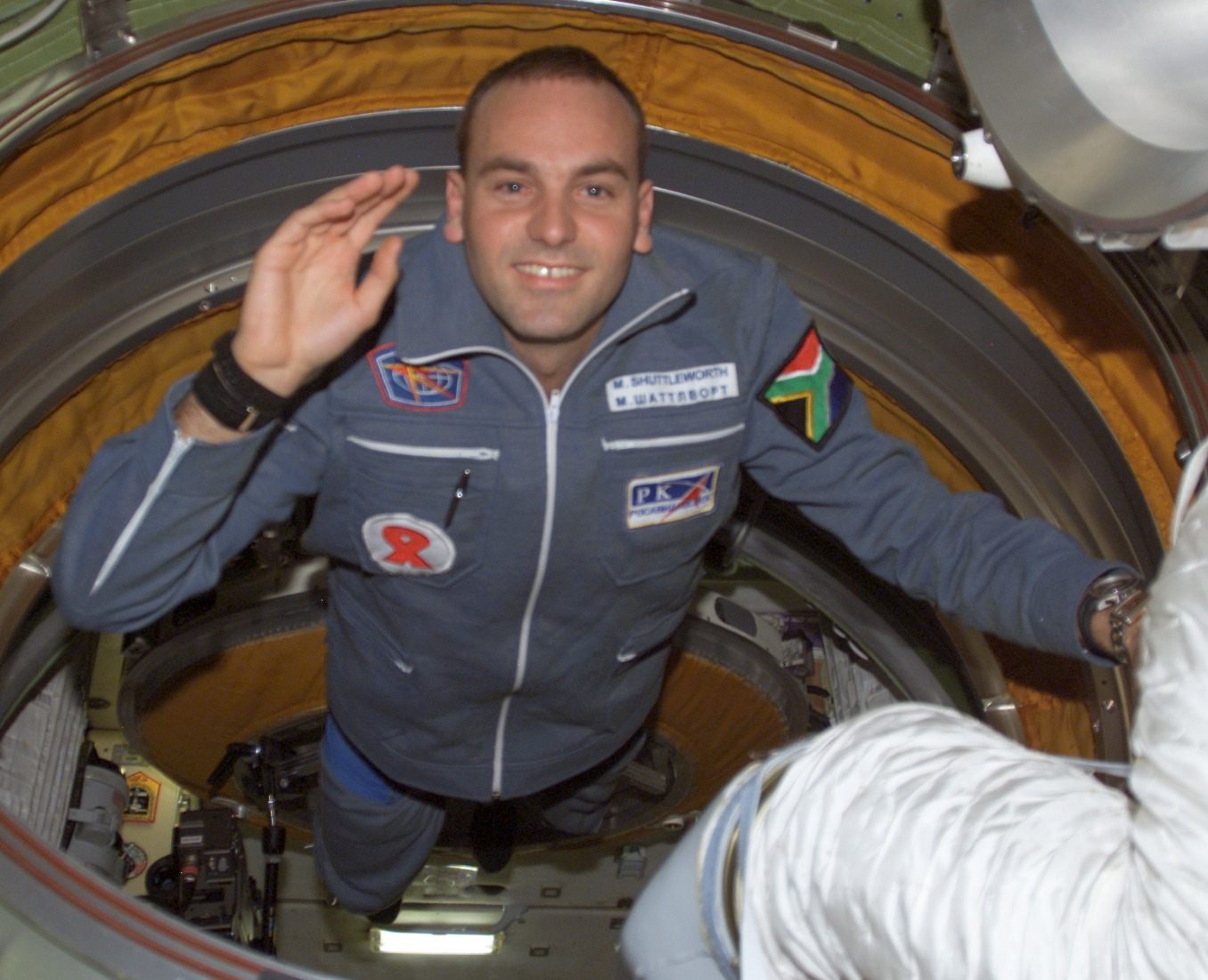
Mark Shuttleworth no espaço

Esta é a lista de pessoas que voaram ao espaço pela Space Adventures. Todos os participantes decolaram e aterraram na Estação Espacial Internacional em naves Soyuz.
1. Dennis Tito
2. Mark Shuttleworth
3. Gregory Olsen
4. Anousheh Ansari
5. Charles Simonyi
6. / Richard Garriott
7. Guy Laliberté
8. Yusaku Maezawa
9. Yozo Hirano

## Missão lunar
A Space Adventures está oferecendo reserva antecipada para uma futura missão lunar envolvendo viagens para circunavegar a Lua, em uma trajetória circunlunar. O preço foi anunciado em US$ 100 milhões por assento, a partir de 2007.
Esta missão utilizará dois veículos de lançamento russos. Uma cápsula Soyuz será lançada na órbita baixa da Terra por um foguete Soyuz. Uma vez em órbita, a cápsula tripulada irá acoplar com um segundo módulo de propulsão lunar, que irá então fornecer energia à parte circunlunar da viagem.  A missão durará de 8 a 9 dias. Isso inclui (aproximadamente) 2 dias e meio na órbita da Terra, acoplamento com o estágio de propulsão, 5 dias para atingir a órbita lunar, uma observação de 45 minutos da Lua de até 100 km e 2 dias e meio para retornar à Terra. Em 2011, a Space Adventures anunciou que vendeu um dos assentos na viagem lunar por US$ 150 milhões e está em negociações para vender um segundo assento. Eles não revelam o nome da pessoa a quem o ingresso foi vendido, mas afirmam que ele ou ela é bem conhecido. Em 2014, eles alegaram ter encontrado duas pessoas dispostas a gastar US$ 150 milhões e isso poderia acontecer dentro de três anos. Space Adventures posteriormente alterou seu site para dizer que espera que a primeira viagem circunlunar ocorra antes do final da década.